# Pelagia (Vorname)
Pelagia ist ein Vorname.

## Herkunft und Bedeutung
Pelagia ist eine vor allem im Griechischen verwendete weibliche Variante des Namens Pelagius.

## Bekannte Namensträgerinnen
- Pelagia Scheffczyk (1915–1943), polnische Fakturistin, Mitarbeiterin im polnischen Nachrichtendienst und ein Opfer der NS-Kriegsjustiz
- Pelagia Majewska, polnische Segelflugpilotin